# Pierre Augustin Boissier de Sauvages
Pierre Augustin Boissier de Sauvages de Lacroix  (* 28. August 1710 in Alès; † 13. Dezember 1795 ebenda) war ein französischer Naturforscher, Provenzalist und Lexikograf und Enzyklopädist.

## Leben und Werk
Er war der Sohn des François de Boissier (1637–1720) einem Militär, Capitaine de Régiment des Flandres, Seigneur de Sauvages und seiner Ehefrau Gilette de Boissier einer geborenen Blanchier (1674–1751). Das Paar hatte eine Tochter und vier Söhne, einer von ihnen war der François Boissier de Sauvages de Lacroix. Boissier (den die alten Nachschlagewerke unter „Sauvages“ einsortieren) studierte Theologie in Paris, wurde aber erst 1771 zum Priester geweiht. Er lehrte am Collège d’Alès. Boissier tat sich als Naturwissenschaftler, namentlich in der Erforschung des Seidenspinners, hervor und war seit 1751 Mitglied der Akademie der Wissenschaften von Montpellier, später von den Akademien in Bologna und Florenz. Daneben veröffentlichte er ein Wörterbuch des Provenzalischen, das in mehreren Auflagen erschien und heute oft nachgedruckt wird.
Pierre Augustin Boissier de Sauvages war der Bruder des seinerzeit berühmten Medizinprofessors François Boissier de Sauvages de Lacroix.

## Werke (Auswahl)

### Lexikografie
- Dictionnaire languedocien-françois ou choix des mots languedociens les plus difficiles à rendre en françois, contenant un recueil des principales fautes que commettent dans la diction et dans la prononciation françoises, les habitans des provinces méridionales connues à Paris sous le nom de Gascons, avec un petit traité de prononciation et de prosodie languedocienne.Nîmes 1756 und 1993.

- Dictionnaire languedocien-françois contenant un recueil des principales fautes que commettent dans la diction et dans la prononciation françoises, les habitans des provinces méridionales connues autrefois sous la dénomination générale de la langue d’Oc. Nouvelle édition, corrigée d’un grand nombre de fautes, augmentée d’environ dix mille articles et en particulier d’une nombreuse collection de proverbes languedociens et provençaux. Nîmes 1785; Paris 1972 (Microfiche) – Nouvelle édition, revue, corrigée, augmentée de beaucoup d'articles et précédée d’une notice biographique sur la vie de l’auteur. Alès 1820–1821 und Genf 1971.

- Proverbes, maximes et dictons languedociens et provençaux (édité et commenté par Pierre Teissier). Nîmes 2005.

### Weitere Werke
- Observations sur l’origine du miel. Nîmes 1763 und 1778.
- De la Culture des mûriers.  Nîmes 1763 und 1778.
- Mémoires sur l’éducation des vers à soie. Nîmes 1763. – u. d. T. L’Art d’élever les vers à soie. Avignon 1788; Neuausgabe Lyon 1881.
- Nîmes et les Nimois. (Préface de Catherine Bernie-Boissard), Nîmes 1996.